# 泰奧加縣 (紐約州)
泰奧加縣（英語：Tioga County）是位于美国紐約州南部的一个县，南鄰宾夕法尼亚州，面積1,354平方公里。根据美国人口调查局2020年统计，共有人口48,455人。县治奧韋戈。該縣成立於1791年，縣名源自印第安語詞彙，意思是「岔口」。